# Criva (okręg Hunedoara)
Criva – wieś w Rumunii, w okręgu Hunedoara, w gminie Densuș. W 2011 roku liczyła 22 mieszkańców.